# چیلین (ترانه ویل)
«چیلین» (به انگلیسی: Chillin) ترانه‌ای از خواننده رپ اهل ایالات متحده آمریکا ویل و خواننده اهل ایالات متحده آمریکا لیدی گاگا است. این ترانه در ۱۴ آوریل ۲۰۰۹ منتشر شد.